# جون هاشیزومه
جون هاشیزومه ((به ژاپنی: 橋爪 淳 Jun Hashizume)؛ زادهٔ ۱۳ اکتبر ۱۹۶۰) بازیگر اهل ژاپن است.
از سریال‌های تلویزیونی که او در آن نقش داشته است، می‌توان به به تو که می‌درخشی اشاره کرد.